# Das Börsenspiel
Das Börsenspiel, in der Schweiz auch Der Aktionär, ist ein Brettspiel, das 1961 unter dem Namen Broker von den amerikanischen Professoren Peter Murray und Steven Spencer veröffentlicht wurde. Es wurde rasch erfolgreich und in zahlreiche Sprachen übersetzt. Die deutschsprachige Version erschien 1967 bei Ravensburger. Es erschienen unter anderem auch zahlreiche Werbeausgaben unterschiedlicher Firmen.

## Spielprinzip
In der ursprünglichen Version von Das Börsenspiel sowie in vielen folgenden Versionen gab es Aktien von vier Firmen, später gab es auch Ausgaben mit fünf verschiedenen Aktien.
Jeder Spieler erhält zu Beginn des Spiels ein Grundkapital an Geld sowie vier Aktionskarten, mit deren Hilfe er die Börsenkurse der gehandelten Firmen nach oben oder nach unten beeinflussen kann. Diese werden auf einer Kurstabelle festgehalten, die je nach Ausgabe auf einem Spielbrett gedruckt oder als Steckleiste vorhanden ist. Die Kurse für alle Unternehmen starten auf dem gleichen Wert (100), die Kurstabelle reicht von einem Maximum (250) zu einem Minimum (10). In jeder Runde spielt jeder Spieler je eine Kurskarte aus und kann Aktien der verschiedenen Unternehmen entsprechend dem Wert der Kurse kaufen oder verkaufen. Dabei dürfen in derselben Runde nicht Aktien eines Unternehmens gekauft und wieder verkauft werden. Fällt ein Unternehmenswert unter das Minimum, müssen die Spieler mit Aktien dieser Unternehmen Strafen zahlen; steigt der Wert über den Maximalwert, bekommen die Spieler mit Aktien der Unternehmen entsprechend Dividenden ausgezahlt.
Das Spiel endet, wenn alle Aktionskarten ausgespielt sind. Gewinner ist derjenige Spieler, der den höchsten Gewinn erzielen konnte.
Als besonders und neuartig wurde neben dem grundsätzlichen Spielprinzip auch die Möglichkeit zur zeitgleichen und simultanen Änderung der Aktienkurse auf Kosten von anderen Kursen angesehen.